# デメトリオ
デメトリオ (Dēmētrios) は、新約聖書の正典で2箇所に登場する人物。『使徒言行録』では偶像崇拝を堅持する立場から反パウロの扇動をした銀細工職人として登場し、『ヨハネの手紙三』では著者である「長老」（伝承上は使徒ヨハネ）から賞賛されている立派なキリスト者として登場するが、これらの人物は別人と見なされている。デメテリオ、デメトリオス、ディミトリイなどとも表記される。このほか、パウロ書簡の複数個所でパウロの同行者として言及されているデマスは、デメトリオの略称ないし愛称ではないかという説もあるが、はっきりしたことは分かっていない。

## 使徒言行録での言及
『使徒言行録』19章24節では、エフェソ（エペソ）の騒動を扇動した銀細工職人として、その名が言及されている。前後を引用すると以下の通りである。
エフェソは古代の世界の七不思議にも数えられたアルテミス神殿を擁した都市であり、デメトリオはその神殿の銀細工（模型）を制作していたという。エフェソからは銀のアルテミス像の出土例はあるが、銀の神殿像の出土例はなく、古文書の類での言及例もない。しかしながら、土産物ないしお守りの類として製造されていたものと推測されている。デメトリオが銀細工職人たちの中でどのような位置を占めたのかは明記されていない。エフェソの観光産業の元締めのような存在であったのではないかとする説もある。
上の引用のように、デメトリオは使徒であるパウロの偶像崇拝禁止に対し、明白に反対する演説を展開している。もっとも、『使徒言行録』においては多くの演説が引き合いに出されており、デメトリオ自身の演説の記録というよりも、著者（伝承上ルカとされる）の文学的手法と理解する見解もある。
この騒動によってパウロの同行者であるガイオとアリスタルコが捕らわれてしまうが、この一連の騒動がどのていど史実を反映したものかを疑問視する説もある。神殿祭司や市当局の人間が扇動にまったく登場しないことや、上記引用の後、騒動を静めるように動いたのは町の書記官であるが、彼がキリスト教を擁護していることなどから、キリスト教とローマ帝国を対立的に描きたくない著者の意向が反映されているのではないかというわけである。

## ヨハネの手紙三での言及
『ヨハネの手紙三』は非常に短い手紙であるが、その中で著者である「長老」は、自身と対立しているというディオトレフェス（デオテレペス）を批判した後、デメトリオの名を唐突に挙げている。
デメトリオがなぜ唐突に言及され、賞賛されているのかについては、『ヨハネの手紙三』がデメトリオの紹介状のようなものだったからではないかとする説がある。この手紙は巡回伝道者たちの世話をしていたガイオという人物に宛てられているので、「長老」がガイオの許に巡回伝道者デメトリオを派遣するにあたり、デメトリオが信頼に足る人物であるとする紹介状を持たせたというわけである。この説は少なからぬ文献で挙げられているが、村上宣道はこの説を、デメトリオがディオトレフェスの後継として挙がっていたのではないかとする説とともにあくまでも推測に過ぎないとして、デメトリオへの言及の理由は不明としている。村上以外にも、デメトリオへの言及の理由を不明としている論者も複数いる。
このほか、『ヨハネの手紙二』と『ヨハネの手紙三』は同一人物による著作とされることが多いのに対し、これら2通の書簡が対立的なものだったと見なす田川建三は、デメトリオはディオトレフェスに追放された被害者だったのではないかと推測している。

## デマスとの関連
『新約聖書』中のパウロ書簡では、3箇所で「デマス」(Dēmas) という人物への言及がある。
これらの言及が示すように、デマスはパウロの同行者だが、パウロが投獄された際にパウロのもとを去ったとされる（ただし、上記3書簡のうち、高等批評の立場では『コロサイの信徒への手紙』と『テモテへの手紙二』は擬似パウロ書簡とされている。そこで田川建三はそれら2書簡でデマスへの言及があることについて、真正パウロ書簡である『フィレモンへの手紙』をまねて名前を出した可能性を指摘している）。
このデマスについて、デメトリオの愛称あるいは略称と見なす説があるが、正確なところは不明である。

## 表記のゆれ
Dēmētrios を「デメトリオ」と表記するのは、新共同訳のほか、ラゲ訳、バルバロ訳、前田護郎訳などである。文語訳、口語訳、新改訳、フランシスコ会聖書研究所訳、塚本虎二訳は「デメテリオ」、共同訳は「デメトリオス」、田川建三訳は「デーメートリオス」としている。日本正教会訳は「ディミトリイ」である。岩波委員会訳の場合、銀細工師の名前が「デメトゥリオス」（担当訳者荒井献）、ヨハネ書簡で言及されている方が「デーメートリウス」（担当訳者大貫隆）で、統一されていない（これは1995年 - 1996年の分冊版だけでなく、2004年の合冊版でもそうである）。